# Ornella Marcucci
Ornella Marcucci ist eine italienische ehemalige Schauspielerin.

## Leben
Marcucci debütierte 1985 in dem Kurzfilm Hotel delle Ombre als Schauspielerin. 1987 folgte eine Besetzung in dem Spielfilm L’estate sta finendo. Im Folgejahr war sie in zwölf Episoden der Mini-Serie Colletti bianchi zu sehen. 1989 folgte eine Besetzung als Nebendarstellerin im Fernsehfilm Zweimal Rom und zurück. 1991 folgte eine größere Besetzung in dem Fernsehfilm La vita che ti diedi und eine Charakterrolle in der Mini-Serie Prinzessin Fantaghirò im selben Jahr. Zuletzt war sie 1992 im Erotikfilm Eine unmoralische Frau in der Rolle der Nadia zu sehen. Der Film stand bis 2020 auf dem deutschen Index und erschien lediglich in einer gekürzten Fassung. Der Film polarisierte aufgrund explizierter sexueller Handlungen zwischen den Schauspielern.

## Filmografie
- 1985: Hotel delle Ombre (Kurzfilm)
- 1987: L’estate sta finendo
- 1988: Colletti bianchi (Mini-Serie, 12 Episoden)
- 1989: Zweimal Rom und zurück (Little White Lies) (Fernsehfilm)
- 1991: La vita che ti diedi (Fernsehfilm)
- 1991: Prinzessin Fantaghirò (Mini-Serie, Episode 1x01)
- 1992: Eine unmoralische Frau (Così fan tutte)